# Óblast de Sverdlovsk
Óblast de Sverdlovsk (en ruso: Свердловская область, Sverdlóvskaya óblast) es uno de los cuarenta y siete óblast que, junto con las veintidós repúblicas, nueve krais, cuatro distritos autónomos y tres ciudades federales, conforman los ochenta y cinco sujetos federales de Rusia. Su capital es Ekaterimburgo (llamada Sverdlovsk en el periodo de 1924-1991), famosa por ser donde asesinaron al último zar ruso Nicolás II y su familia el 17 de julio de 1918. Está ubicado en el distrito del Ural, limitando al norte con Komi, al noreste con Janty-Mansi, al sureste con Tiumén, al sur con Kurgán, Cheliábinsk y Baskortostán, y al oeste con Perm. Debe su nombre al político soviético Yákov Sverdlov.

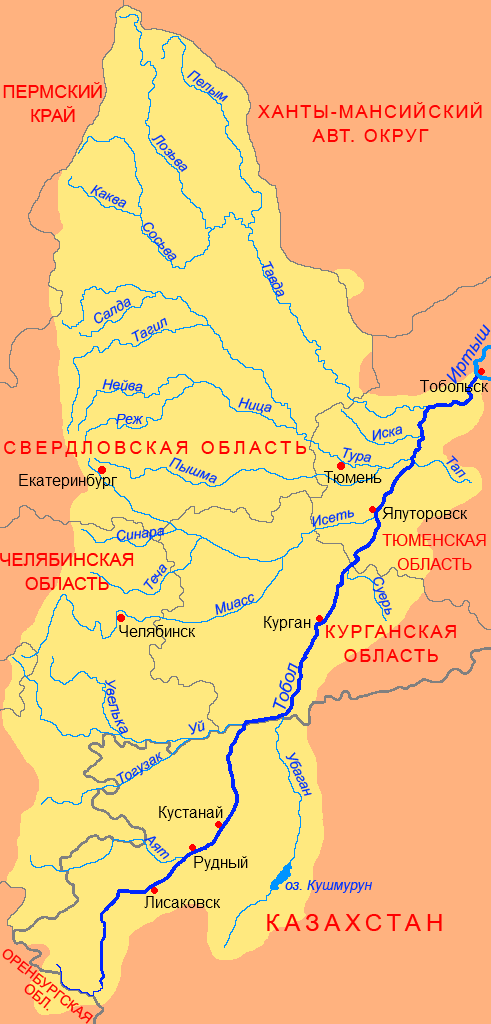
La cuenca del río Tobol ocupa la mayor parte del óblast de Sverdlovsk (Свердловская область) —incluida su capital Ekaterimburgo (Екатеринбург)—, como se puede ver en este mapa en ruso

Con una extensión de 194.800 km² y una población de 4 316 852 habitantes, posicionado como el óblast más poblado de la Rusia. Otras ciudades importantes son Nizhni Taguil, Kámensk-Uralsky, Pervouralsk y Serov. La ciudad de Vizhai es la más alta del óblast, situada en los montes Urales, famosa entre los alpinistas, el turismo de montaña es la actividad más importante tanto en la ciudad como en la provincia.

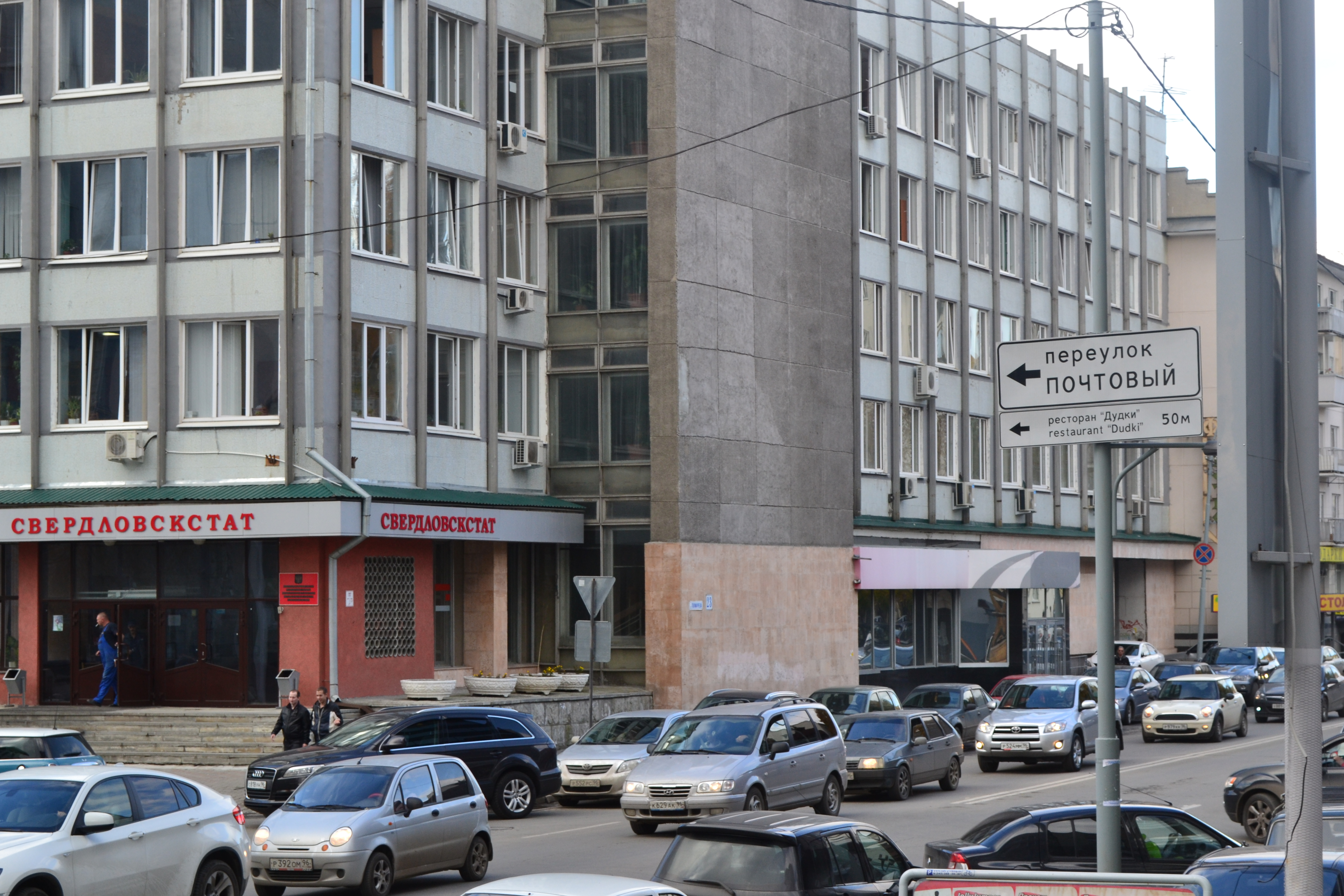
Calle de Ekaterimburgo